# Grote bonte buizerd
De grote bonte buizerd (Pseudastur albicollis, synoniem: Leucopternis albicollis) is een roofvogel uit de familie van de havikachtigen (Accipitridae).

## Verspreiding en leefgebied
Deze soort komt voor van Mexico door het Amazonebekken en telt vier ondersoorten:
- P. a. ghiesbreghti: van Mexico tot Guatemala en Belize.
- P. a. costaricensis: van Honduras tot noordwestelijk Colombia.
- P. a. williaminae: van noordwestelijk Colombia tot noordwestelijk Venezuela.
- P. a. albicollis: van Trinidad, centraal Venezuela en de Guiana's tot Bolivia.

## Status
De grootte van de populatie is in 2019 geschat op 50-500 duizend volwassen vogels. Op de Rode lijst van de IUCN heeft deze soort de status niet bedreigd.